# Bilder auf Masonit
Die Bilder auf Masonit, auf Katalanisch Pintures damunt masonita, sind eine Serie von 27 abstrakten Gemälden von Joan Miró aus dem Jahr 1936.

## Entstehung
Die Werke der Serie wurden von Miró in Mont-roig del Camp und Barcelona geschaffen.
Er begann sie unmittelbar vor Ausbruch des Spanischen Bürgerkriegs am 18. Juli 1936. Kurz nachdem Miró die Reihe vollendete, verließ er Spanien im Herbst 1936, um nach Paris zu gehen, wo er vier Jahre lang blieb.

## Beschreibung
Die Bilder, die alle 78,3 Zentimeter hoch und 107,7 Zentimeter breit sind, wurden in einer Mischtechnik aus Ölfarbe, Teer, Kasein und Sand auf Masonit (einer Holzfaserplatte) gefertigt. Die Materialien, die nie das gesamte Format bedecken, überlagern sich dabei teilweise, Bereiche des Untergrundes sind zudem durch Ritzungen abgetragen. Die nicht gegenständlichen Bilder aus Linien, Farbflächen, Vertiefungen und aufgetragenen Materialien stellen einen Bruch mit den surrealen Werken früherer Schaffensperioden Mirós dar und gehören in die Phase der „wilden Malerei“ – eine Bezeichnung, die er selbst wählte, um seine Werke der Jahre 1934 bis 1936 zu klassifizieren.

## Rezeption
Die Kunstkritikerin, Miró-Expertin und Direktorin der Fundació Joan Miró in Barcelona, Rosa Maria Malet, vergleicht die Bilder auf Masonit
mit den auf Kupfer und anderen Materialien gemalten wilden Gemälden, unmittelbare Vorgänger dieser Serie.

„Am 18. Juli wurde der Bürgerkrieg erklärt. Angesichts dieses Ereignisses malte Miró keine Tatsachenbilder, sondern eine Art gewalttätigen und direkten Exorzismus, die 27 Bilder auf Masonit. Das Wilde an dieser Bilderserie sind nicht die Darstellungen, sondern der Akt des Malens selbst. Die Monster werden ersetzt durch den Angriff des Malers auf das Trägermaterial, das ihm als Stimulus dient. Der Bildgrund, das Masonit, wird dabei nie vollständig verdeckt. Zu oberst legte Miró das Weiß des Kaseins, das Schwarz des Teers, Sand […]. Die Bilder auf Masonit haben die Kraft eines Schreis.“

Das Museum of Modern Art in New York betont ebenfalls das Gewaltsame der verwendeten Maltechnik:

„[…] Es wurde lange Zeit nahegelegt, dass diese Werke Mirós Antwort auf den emotionalen und physischen Aufruhr seines Heimatlandes darstellen, obwohl der Künstler selbst darauf bestand, dass sie "trotz der gegenwärtigen Ereignisse" produziert worden waren. In diesen Werken ist die Narrative ersetzt durch eine Betonung der Texturen und Materialien – Öl- und Emailfarbe, Kasein, Teer, Sand und Kieselsteine. Teilweise griff Miró die Masonit-Platten heftig an, ritzte Krater in die faserartige Matrix, die irreversible Zeichen hinterließen und einen Eindruck von rauer Unmittelbarkeit vermitteln.“

## Die Serie
| Werk       | Entstehungsdatum | Technik                               | Maße (cm)   | Museum/Sammlung                | Stadt     | Ref.  |
| ---------- | ---------------- | ------------------------------------- | ----------- | ------------------------------ | --------- | ----- |
| Bild I     | Sommer 1936      | Öl, Teer, Kasein und Sand auf Masonit | 78 × 108 cm | Privatsammlung                 | unbekannt | [ 5 ] |
| Bild II    | Sommer 1936      | Öl, Teer, Kasein und Sand auf Masonit | 78 × 108 cm | Privatsammlung                 | unbekannt | [ 5 ] |
| Bild III   | Sommer 1936      | Öl, Teer, Kasein und Sand auf Masonit | 78 × 108 cm | Privatsammlung                 | unbekannt | [ 5 ] |
| Bild IV    | Sommer 1936      | Öl, Teer, Kasein und Sand auf Masonit | 78 × 108 cm | Privatsammlung                 | unbekannt | [ 5 ] |
| Bild V     | Sommer 1936      | Öl, Teer, Kasein und Sand auf Masonit | 78 × 108 cm | Privatsammlung                 | unbekannt | [ 5 ] |
| Bild VI    | Sommer 1936      | Öl, Teer, Kasein und Sand auf Masonit | 78 × 108 cm | Privatsammlung                 | unbekannt | [ 5 ] |
| Bild VII   | Sommer 1936      | Öl, Teer, Kasein und Sand auf Masonit | 78 × 108 cm | Privatsammlung                 | unbekannt | [ 5 ] |
| Bild VIII  | Sommer 1936      | Öl, Teer, Kasein und Sand auf Masonit | 78 × 108 cm | Privatsammlung                 | unbekannt | [ 5 ] |
| Bild IX    | Sommer 1936      | Öl, Teer, Kasein und Sand auf Masonit | 78 × 108 cm | Nagasaki Präfektur Kunstmuseum | Nagasaki  | [ 5 ] |
| Bild X     | Sommer 1936      | Öl, Teer, Kasein und Sand auf Masonit | 78 × 108 cm | Privatsammlung                 | unbekannt | [ 5 ] |
| Bild XI    | Sommer 1936      | Öl, Teer, Kasein und Sand auf Masonit | 78 × 108 cm | Privatsammlung                 | unbekannt | [ 5 ] |
| Bild XII   | Sommer 1936      | Öl, Teer, Kasein und Sand auf Masonit | 78 × 108 cm | Privatsammlung                 | unbekannt | [ 5 ] |
| Bild XIII  | Sommer 1936      | Öl, Teer, Kasein und Sand auf Masonit | 78 × 108 cm | Privatsammlung                 | unbekannt | [ 5 ] |
| Bild XIV   | Sommer 1936      | Öl, Teer, Kasein und Sand auf Masonit | 108 × 78 cm | Privatsammlung                 | unbekannt | [ 5 ] |
| Bild XV    | Sommer 1936      | Öl, Teer, Kasein und Sand auf Masonit | 78 × 108 cm | Israel-Museum                  | Jerusalem | [ 5 ] |
| Bild XVI   | Sommer 1936      | Öl, Teer, Kasein und Sand auf Masonit | 78 × 108 cm | Privatsammlung                 | unbekannt | [ 5 ] |
| Bild XVII  | Sommer 1936      | Öl, Teer, Kasein und Sand auf Masonit | 108 × 78 cm | Privatsammlung                 | unbekannt | [ 5 ] |
| Bild XVIII | Sommer 1936      | Öl, Teer, Kasein und Sand auf Masonit | 78 × 108 cm | Privatsammlung                 | unbekannt | [ 5 ] |
| Bild XIX   | Sommer 1936      | Öl, Teer, Kasein und Sand auf Masonit | 78 × 108 cm | Privatsammlung                 | unbekannt | [ 5 ] |
| Bild XX    | Sommer 1936      | Öl, Teer, Kasein und Sand auf Masonit | 78 × 108 cm | Privatsammlung                 | unbekannt | [ 5 ] |
| Bild XXI   | Sommer 1936      | Öl, Teer, Kasein und Sand auf Masonit | 78 × 108 cm | Fundació Joan Miró             | Barcelona | [ 6 ] |
| Bild XXII  | Sommer 1936      | Öl, Teer, Kasein und Sand auf Masonit | 78 × 108 cm | Privatsammlung                 | unbekannt | [ 5 ] |
| Bild XXIII | Sommer 1936      | Öl, Teer, Kasein und Sand auf Masonit | 78 × 108 cm | Art Institute of Chicago       | Chicago   | [ 5 ] |
| Bild XXIV  | Sommer 1936      | Öl, Teer, Kasein und Sand auf Masonit | 108 × 78 cm | Privatsammlung                 | unbekannt | [ 5 ] |
| Bild XXV   | Sommer 1936      | Öl, Teer, Kasein und Sand auf Masonit | 78 × 108 cm | Privatsammlung                 | unbekannt | [ 5 ] |
| Bild XXVI  | Sommer 1936      | Öl, Teer, Kasein und Sand auf Masonit | 78 × 108 cm | Privatsammlung                 | London    | [ 5 ] |
| Bild XXVII | Sommer 1936      | Öl, Teer, Kasein und Sand auf Masonit | 78 × 108 cm | Privatsammlung                 | unbekannt | [ 5 ] |